# أنطون مالاتينسكي
أنطون مالاتينسكي كان لاعب كرة قدم ومدرب سلوفاكي بتاريخ 15 يناير 1920 في ترنافا وتوفي بتاريخ 1 ديسمبر 1992 براتيسلافا.

## وصلات
أنطون مالاتينسكي على موقع قاعدة بيانات كرة القدم.إي يو (الإنجليزية)
- أنطون مالاتينسكي على موقع ناشيونال فوتبول تيمز (الإنجليزية)